# SuperDraco
SuperDraco – silnik rakietowy zaprojektowany i zbudowany przez amerykańską firmę SpaceX. Układ ośmiu silników SuperDraco jest wykorzystywany jako rakietowy system ratunkowy dla załogowej wersji statku kosmicznego Dragon 2. Silniki rakietowe SuperDraco są wykorzystywane podczas załogowych lotów kosmicznych na niską orbitę okołoziemską, a także miały służyć do lądowania na Marsie anulowanego statku kosmicznego Red Dragon.

## Projekt
SuperDraco jest on ponad dwukrotnie mocniejszy od silnika Kestrel, który został użyty w drugim stopniu rakiety nośnej Falcon 1. Silniki SuperDraco wykorzystują mieszaninę paliwa składającą się z monometylohydrazyny i tetratlenku diazotu.
Oprócz wykorzystania silników SuperDraco w rakietowym systemie ratunkowym statku kosmicznego Dragon 2, Centrum Badawcze imienia Josepha Amesa badało wykonalność lądowania statku kosmicznego Red Dragon na powierzchni Marsa do 2017 roku. Wstępna analiza przeprowadzona w 2011 roku wykazała, że końcowe opóźnienie będzie mieściło się w planowanym zakresie.

## Historia
Program rozwoju silników SuperDraco obejmował program testowy, który trwał kilka lat. Do grudnia 2012 roku SuperDraco w ramach testów zostały uruchomione łącznie 58 razy. W pierwotnych założeniach wyniki testów miały przekroczyć pierwotne wymagania dla silnika.
W 2013 roku opracowano drugą wersję silnika, która została wyprodukowana przy użyciu druku 3D. W kwietniu 2015 roku SpaceX wraz z NASA wspólnie ogłosili terminy na przetestowanie pokładowych silników SuperDraco znajdujących się na statku kosmicznym Dragon 2. Test ten ostatecznie odbył się 6 maja 2015 roku i zakończył się sukcesem.